# Hampus Knutsson
Hampus Knutsson, född den 26 februari 1982, är en svensk PR- och kriskonsult.  

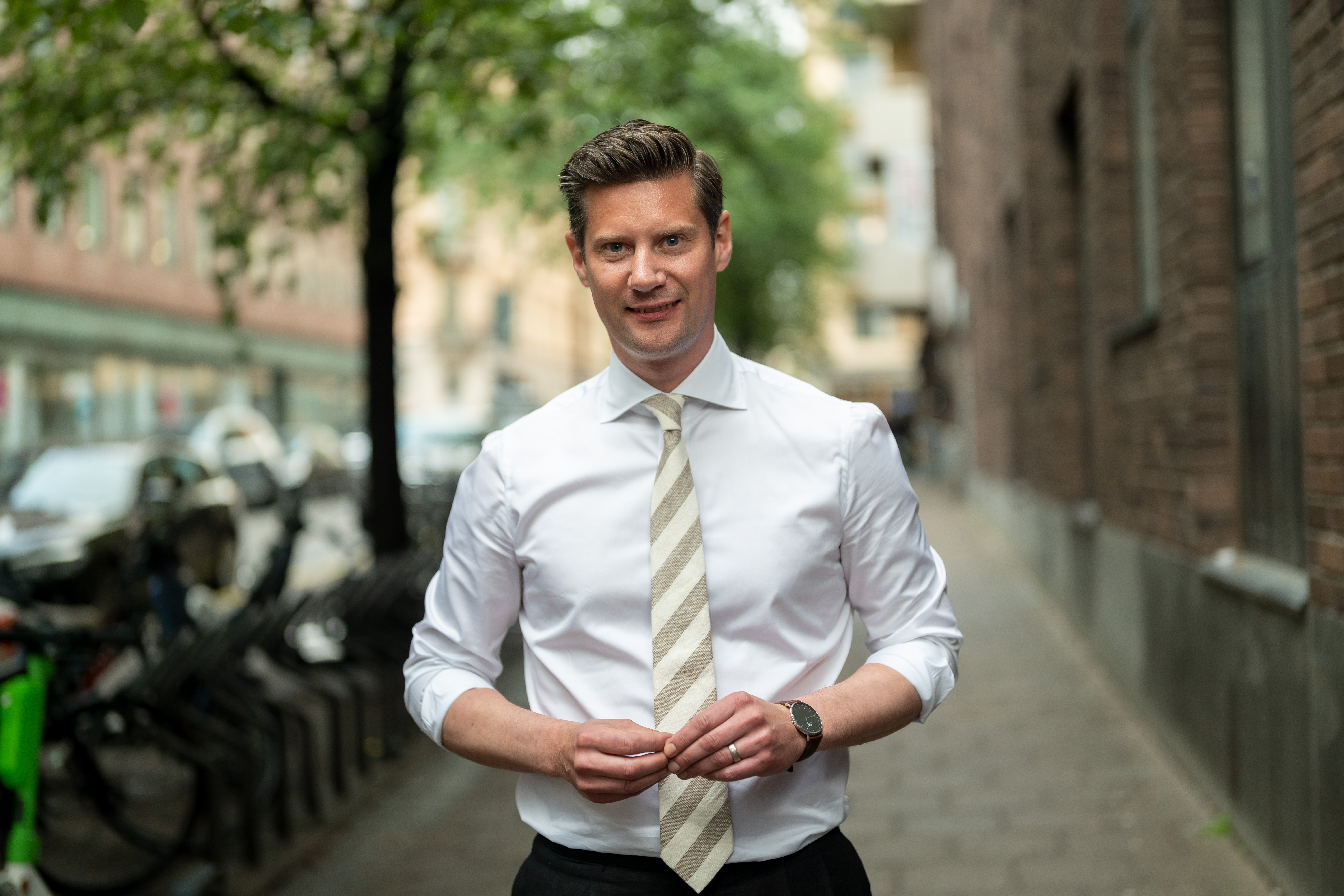
Hampus Knutsson.

## Karriär
Hampus Knutsson började sin karriär år 2006 på kommunikationsbyrån Prime PR.  
Under 2014 hade Knutsson uppdrag som presschef för McDonald's Sverige. Han var även kommunikationschef på mediekoncernen Stampen under dess företagsrekonstruktion år 2015-2017.
Inför valet 2018 var Knutsson kommunikationschef för Moderaterna. Därefter valde han att gå tillbaka till Prime Weber Shandwick (tidigare Prime PR) som partner och chef över kristeamet.
År 2021 grundade Knutsson kommunikationsbyrån Wings PR som är specialiserad på kriskommunikation, medieträningar, pressarbete och medierådgivning.
Hampus Knutsson medverkar frekvent i media som kommentator av aktuella händelser ur ett PR- och kommunikationsperspektiv.